# Hospital Dr. Hernán Henríquez Aravena
El Hospital Dr. Hernán Henríquez Aravena (también conocido como Hospital Regional de Temuco) es un recinto hospitalario de alta complejidad de la ciudad de Temuco, Región de La Araucanía, Chile, ubicado en calle Manuel Montt 115. Depende del Servicio de Salud Araucanía Sur. Se encuentra acreditado, lo que significa que obtuvo un sello que certifica que los servicios que en él se prestan cumplen las normativas de calidad y seguridad definidas por la Superintendencia de Salud de Chile. Es un centro de referencia de la zona sur de Chile en cardiología y otras especialidades, lo que le permite recibir pacientes desde Angol hasta Puerto Montt.

## Historia

### Inicios de la atención médica
La atención médica en Temuco se inició el mismo día de la fundación de la ciudad, el 24 de febrero de 1881. Le correspondió asumir esa responsabilidad al cirujano Pedro Barrios, parte de la fuerza expedicionaria del Estado chileno que se encontraba bajo las órdenes del ministro Manuel Recaberren. Poco después, es reemplazado por el cirujano 1.º del Ejército, Joaquín Chávez Luco.
De esta manera, el crecimiento de la población en la ciudad hizo que la necesidad de contar con un centro hospitalario con el fin de cubrir las necesidades de salud de la población, se hacía cada vez más urgente.
En 1898, la creciente ciudad de Temuco emprende la tarea de dotar la categoría de hospital a su centro de atención de salud para solventar las necesidades de los pobladores. Por lo cual, la primera edificación construida conocida como «Hospital de Temuco» estaba ubicada en la esquina de calles Montt y Blanco, en la superficie superior del desnivel geográfico que existía frente a la plaza León Gallo, hoy conocida como plaza Teniente Dagoberto Godoy. La sencilla edificación fue construida de madera y cubierta con hierro galvanizado, según detallan los registros históricos. Con los años, asumió el nombre de Hospital de Niños de Temuco, que precedió como construcción al primer hospital de la ciudad.
Hacia 1916, este antiguo hospital de caridad, administrado por las Monjitas Hospitalarias de San Carlos, contaba con treinta y seis camas para hombres, y diecisiete camas para mujeres, para una población que recién se empinaba sobre los 16 000 habitantes.
Recién en 1929, durante la dirección del doctor Aníbal Carrillo, se colocó la primera piedra de la nueva obra que sería puesta en marcha en 1933 y que constituyó un avance notable, entre otras cosas, por contar con una maternidad. Eran, en total, 5016 metros cuadrados de edificación sobre un terreno de 35 000 metros cuadrados. Este edificio fue ampliado posteriormente a un segundo edificio dotado de ocho pisos.

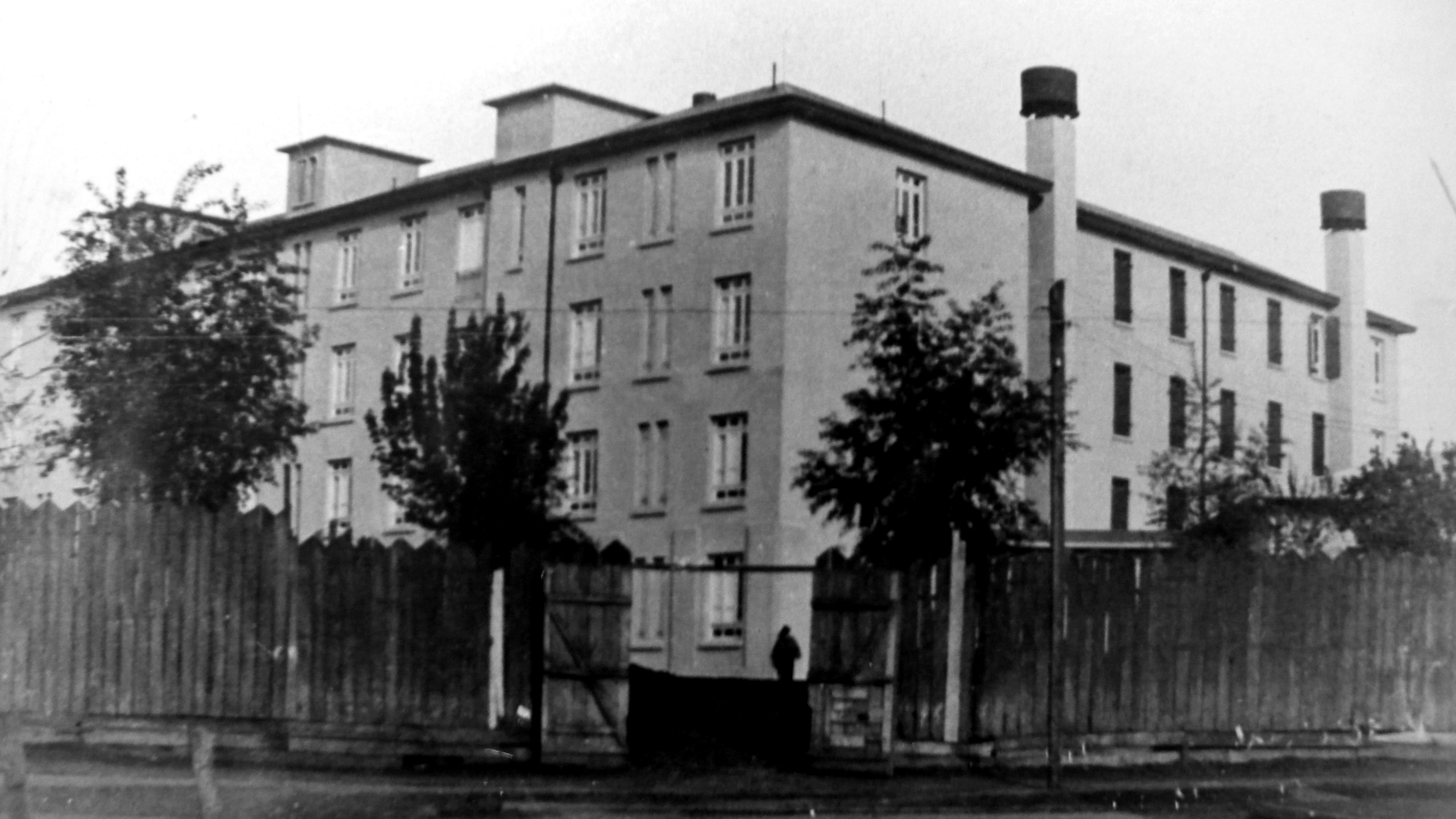
Hospital regional de Temuco, año 1935.

Pese a estos avances, el incesante incremento de la población convirtió a Cautín en la segunda provincia con menos cantidad de camas después de Chiloé, con una cobertura de solamente un 1,1% de los habitantes, por lo cual el progreso que experimentó su dotación instrumental y humana, fueron insuficientes para equiparar el crecimiento paralelo de la ciudad y el avance cada vez más vertiginoso de las técnicas de la medicina.
La primera solución a este problema fue dada en el año 1936, gracias a la creación, en la provincia, del Consejo de Defensa y Adelanto de Cautín, que permitió incrementar la dotación de camas y mejorar el instrumental técnico existente. 

### Nuevo edificio
Solamente veinticuatro años más tarde, llegó la segunda solución, la decisión de construir un nuevo edificio, lo que estuvo influido por los daños dejados en la vieja infraestructura por el terremoto de 1960. No obstante, los funcionarios, ya antes de la inauguración del hospital principal se vieron en la obligación comenzar a ocupar estas nuevas instalaciones, producto de la explosión de las calderas del recinto en 1962, dejando 1 fallecido y 18 heridos.
Por esta razón, el Hospital de Temuco fue inaugurado solemnemente el 23 de febrero de 1963. En su portada, El Diario Austral tituló: "Temuco: El Hospital Más Moderno Inauguran Hoy". La edificación incluía los servicios clínicos de medicina, cirugía, gíneco-obstetricia, pediatría, cirugía infantil, psiquiatría y pensionado, además de la dirección del hospital, contabilidad, recursos humanos, SOME (Servicio de Orientación Médico Estadístico), abastecimiento, banco de sangre, anatomía patológica, hemodiálisis y farmacia.
Esta importante obra contó, para el día de su inauguración, con la presencia de diversas autoridades de carácter nacional y local, entre ellos el ministro de Salud de la época, doctor Benjamín Cid; el ministro de Minería, Joaquín Prieto Concha; el director general de Salud, doctor Gustavo Fricke; el director zonal de Salud, Dr. Jorge Bächler; el presidente de la Sociedad Constructora de Hospitales, Dr. Sótero del Río; el intendente, Óscar Schleyer; los parlamentarios Julio Durán, Hardy Momberg y Víctor González; los doctores Amador Negheme y Enrique Laval; el director zonal subrogante, Guillermo Chandía y la directora del hospital doctora Haydee López. Además asistieron representantes de la comunidad como el entonces alcalde de Temuco, Víctor Carmine; el presidente de la Ilustrísima Corte de Apelaciones, Oscar Carrasco; el presidente del Consejo de Adelanto y Reconstrucción don Luis Reimer y el obispo de la ciudad, monseñor Bernardino Piñera.
Luego de haber cumplido con esta necesaria y trascendental tarea para la salud de la población de Cautín, en 1968, se decide remodelar el hospital antiguo para aumentar la utilidad del establecimiento, quedando unidos ambos edificios a través de pasillos interiores.

### Remodelaciones
La situación convulsionada de los años 70, no significó que el Hospital detuviera su acción social dirigida a los enfermos de la región. En este período se estableció por primera vez la Unidad de Cuidados Intensivos, y se dispuso de la Especialidad de Neurocirugía. Además se llevó a cabo la inauguración del Hospital Remodelado, en 1976.   
Con el retorno de la democracia se inician una serie de inversiones en el área hospitalaria. En el mes de mayo de 1993 se inaugura el Auditorio del Hospital y es remodelado el pensionado. Posteriormente el 27 de febrero de 1994, se da inicio al funcionamiento el Centro de Diagnóstico Terapéutico, edificación de 10.537, 4 m² de superficie. En sus dependencias, comienza la entrega de toda la atención ambulatoria de especialidades, incluyendo los pabellones ambulatorios. Meses más tarde el 18 de noviembre de 1994 es inaugurado el Servicio Dental de esta unidad clínica. A estas obras se suma en 1996, la construcción de los 12 pabellones centrales del establecimiento.
El centro asistencial, que hasta octubre de 2003 se llamaba «Hospital de Temuco», se rebautizó con el nombre de Hernán Henríquez Aravena, quien fuera médico cirujano, Jefe Zonal del Servicio Nacional de Salud de las Provincias de Malleco y Cautín y el director de dicho hospital de Temuco hasta el golpe militar del 11 de septiembre de 1973, tras el cual fue arrestado y ejecutado por agentes del Estado en la Base Aérea Maquehue.

### Terremoto de 2010 y reconstrucción
En el contexto del terremoto grado 8,8 del año 2010 que azotó la zona centro y centro-sur de Chile, el hospital se vio obligado a llevar sus funciones al máximo de rendimiento debido al saldo de 3 personas fallecidas, diversos edificios de la ciudad gravemente dañados producto del movimiento telúrico y múltiples heridos de diversa consideración. Incluso viéndose entre las edificaciones más afectadas al propio Complejo Hospitalario Dr. Hernán Henríquez Aravena.  
Del total de edificios que formaban hasta entonces parte del hospital, gran parte sufrió daños que impiden su utilización. El Edificio Principal construido a principios de la década del 60, tuvo que ser completamente evacuado y reubicar a sus pacientes en otros espacios. Luego de semanas de evaluación volvió a ser utilizado, solo en parte.
Uno de los sectores más seriamente dañados fue Pabellones. Del total de Pabellones existentes quedaron solo los que estaban ubicados en el edificio de la Unidad del Paciente Crítico. Es decir de un total de 20 pabellones solo dos quedaron en pie.
En suma por causa del terremoto el Hospital perdió más de un 80% su capacidad resolutiva.
Pese a todo, el Hospital continúa prestando atención de salud gracias al esfuerzo mancomunado de todo su personal.

## Normalización del Servicio de Urgencia

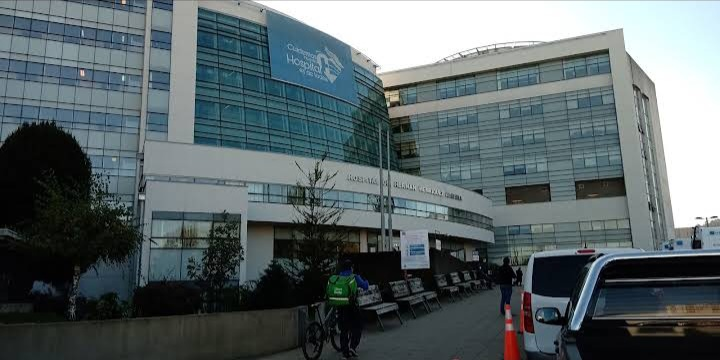
Frontis del Hospital regional de Temuco en 2020.

En el año 1997, se da la partida al concepto de necesidad de Normalización del Servicio de Urgencia. A partir de ello, toma cuerpo el proyecto de la construcción de la Primera parte de la Unidad del Paciente Crítico (UPC1). Esta edificación de 7.931 m², comenzó su construcción e implementación durante el año 2000, fue inaugurada en el mes de diciembre de 2001, Incluye los servicios de UCI - UTI Adultos, Emergencia Adultos; Infantil y Gíneco - Obstétrica.
El crecimiento del Hospital, está estrechamente relacionado al proyecto de Normalización que durante el 2007 comenzó su etapa más compleja con la construcción del módulo de atención y hospitalización de psiquiatría, una torre de atención clínica de 9 pisos, que reemplaza al edificio anteriormente remodelado y la cimentación de un módulo de acceso al establecimiento, que alberga los servicios administrativos.
En 2017 recibió acreditación en calidad por parte de la secretaría de redes asistenciales del entonces gobierno de la ex presidenta Michelle Bachelet, transformándose dentro de los hospitales públicos acreditados, en el recinto con el que cuenta con mayor número de camas.
En 2022, el Hospital Regional de Temuco se transformó en el primer centro asistencial del Chile con laboratorio 3D, el cual será dedicado a la creación de réplicas exactas de órganos para uso en cirugía. Lo que permitirá disminuir el tiempo de cirugías y ayudará a los profesionales a prepararse en el proceso preparatorio con moldes que representen el hueso del paciente.